# Christopher Clark
Ne doit pas être confondu avec Christopher Clarke ou Christophe Clark.
Pour les articles homonymes, voir Clark.
Christopher M. Clark, né en 1960 à Sydney, est un historien australien qui travaille en Angleterre. Il fait ses études à l'université de Sydney, puis à l'université libre de Berlin.

## Biographie
Comme il en témoigne dans la préface de Iron Kingdom, vivre à Berlin-Ouest lors des dernières années de son existence, précisément entre 1985 et 1987, lui a donné un aperçu de l'histoire et de la société allemande. Il obtient son doctorat à l'université de Cambridge. Il est actuellement professeur d'histoire européenne moderne à l'université de Cambridge et membre du St Catharine's College, dont il est le responsable de l'enseignement d'histoire,.
Clark est un membre de l'Australian Academy of the Humanities.

## Œuvres
Clark est le corédacteur d'une série de livres scolaires relative à l'Histoire européenne, éditée par les presses de l'université de Cambridge.
Il est aussi l'auteur :
- d'une étude sur les relations christiano-juive en Prusse :
  - (en) Christopher M. Clark, The Politics of Conversion. Missionary Protestantism and the Jews in Prussia, 1728-1941, Oxford, Oxford University Press, 1995
- d'une biographie critique du dernier empereur allemand :
  - (en) Christopher M. Clark, Kaiser Wilhelm II, Harlow Longman, 2000
- en co-rédaction avec Wolfram Kaiser, d'une étude sur les conflits entre clergé catholique et pouvoir séculier au XIXe siècle dans plusieurs pays d'Europe :
  - (en) Christopher M. Clark et Wolfram Kaiser, Culture Wars. Catholic-Secular Conflict in Nineteenth-Century Europe, Cambridge, Cambridge University Press, 2003
- d'un livre sur l'Histoire de la Prusse, qui a reçu un certain succès commercial :
  - Christopher Clark (trad. de l'anglais par Éric Chédaille, Patrick Hersant et Sylvie Kleiman-Lafon), Histoire de la Prusse : 1600-1947 [« Iron Kingdom : The Rise and Downfall of Prussia, 1600-1947 »], Paris, Perrin, coll. « Pour l'histoire », 8 janvier 2009, 781 p. (ISBN 978-2-262-02684-4, BNF 41410298)
- d'une histoire des prémices du déclenchement de la Première Guerre mondiale, qu'il fait débuter une décennie auparavant, lors du coup d'État de mai, en 1903, avec l'assassinat du roi Alexandre Ier de Serbie et de la reine Draga :
  - Christopher Clark (trad. de l'anglais par Marie-Anne de Béru), Les Somnambules : Été 1914 : Comment l'Europe a marché vers la guerre [« The Sleepwalkers : How Europe Went to War in 1914 »], Paris, Flammarion, 28 août 2013, 668 p. (ISBN 978-2-08-121648-8, BNF 43685787)

- Prix Aujourd’hui 2014
- Prix Madeleine-Laurain-Portemer 2014 de l'Académie des sciences morales et politiques
- de nombreux autres essais et articles.

## Récompenses
- 2007 - Wolfson History Prize
- 2007 - H-Soz-u-Kult prix "Das historische Buch"
- 2007 - Queensland Premier's Literary Awards, récompense du meilleur livre historique pour Iron Kingdom: The Rise and Downfall of Prussia, 1600-1947
- 2007 - New South Wales Premier's History Awards, prix d'Histoire pour Iron Kingdom: The Rise and Downfall of Prussia, 1600-1947
- 2013 - Los Angeles Times Book Prize, prix d'Histoire pour Les Somnambules[5]